# Smaadschrift (hoorspel)
Smaadschrift is een hoorspel naar het verhaal The Tumbled House (1959) van Winston Graham, bewerkt door Val Gielgud. De TROS zond het uit op zaterdag 5 januari 1974, van 21:15 uur tot 22:20 uur. De vertaler en regisseur was Rob Geraerds.

## Rolbezetting
- Maarten Kapteijn (Paul Whitehouse)
- Huib Orizand (Vincent Doutelle)
- Arnold Gelderman (Donald Marlowe)
- Bep Dekker (Joanne Marlowe)
- Trudy Libosan (Bennie)
- Jos Knipscheer (Alan Rice, een veilingmeester)
- Bob Verstraete (Warner Robinson)
- Robert Sobels (Roger Shorn)
- Els van Rooden (Marissa Delaney)
- Bert Dijkstra (Aubrey Lytton)
- Ben Aerden (Tayler Hutton)
- Willy Ruys (Arthur Lippmann)
- Kommer Kleijn (rechter Alston)

## Inhoud
In dit hoorspel krijgen we te maken met een chantagegeval, waarvan een bekend musicus het slachtoffer dreigt te worden. Het gaat om de nagedachtenis van diens vader, die als rechter in hoog aanzien stond. Het merkwaardige feit nu, dat deze man zich op het hoogtepunt van zijn carrière had teruggetrokken en de rest van zijn leven had gewijd aan het schrijven van een moraalfilosofische verhandeling, riep al tijdens zijn leven vragen op waarop nu een anonieme schrijver meent een antwoord te kunnen geven. De affaire leidt tot een proces wegens smaad. Een befaamde pleiter ziet kans de beschuldigingen te weerleggen en de schrijver van het artikel te ontmaskeren. Het loont de moeite zijn betoog nauwgezet te volgen.